# Kalarippayatt
 (novembre 2022).
Le Kalarippayatt, ou Kalarippayattu (കളരിപ്പയറ്റ്)  [kaɭaɾipːajatːɨ̆], est un art martial originaire du Kerala et du Tamil Nadu (historiquement la même région) en Inde du Sud. Kalarippayatt signifie, en malayalam, « le lieu des exercices », de kalari (കളരി), le lieu, l'arène, l'espace de dialogue et payatt (പയററ്), dérivé de  « payattuka » signifiant combattre, s'exercer, s'exercer intensément. Le kalarippayatt serait, avec le Varma Kalai originaire de l'État voisin du Tamil Nadu, l'une des plus anciennes techniques martiales et mais aussi médicales connues. Les gurû de kalarippayatt, appelés gurukkal, sont guerriers et médecins, car ils sont censés connaître les techniques qui tuent mais aussi celles qui soignent.
Les danseurs de kathakali exercent aussi leur art dans un espace consacré nommé kalari et leur entraînement emprunte des exercices au kalarippayatt, comme les quatre sortes de lancers de jambes (kalugal) mais aussi ses techniques de massages liées à l'ayurveda — (du sanskrit veda, connaissance et ayur, vie) — la médecine traditionnelle indienne qui est aujourd'hui essentiellement pratiquée dans l'Inde du Sud, en particulier au Kérala.

## L'ancêtre des arts martiaux?
Dans le Rig-Véda il est fait mention d'un combat durant lequel Indra attaque les points vitaux de son adversaire. Il s'agit là peut-être de la première mention d'un art martial proche du kalarippayatt. Liée à la tradition religieuse hindouiste, une légende prétend qu'il serait à l'origine des arts martiaux asiatiques par l'intermédiaire du prince Bodhidharma qui aurait créé près de Kottayam, au Kerala, la première école de kalarippayatt, puis serait parti ensuite pour la Chine pour y fonder une école de ce qui deviendra le kung-fu au monastère Shaolin.
Les premiers écrits connus concernant la discipline sont des inscriptions sur des feuilles de palmes datant du IIe siècle av. J.-C.
Ses références sont multiples :
- Dravidiennes : Culture ancienne de l'Inde, avec la connaissance du monde animal, élémentaire, végétal.
- Bouddhiste avec la tradition de non violence, la science du corps énergétique (marma, nadi, chakra)
- Aryennes avec les techniques holistiques de domination et de conquête (dhanurveda).

Les formes ancestrales du kalarippayatt se codifient au XIIe siècle.
Fondamentalement lié avec l'histoire du Sud de l'Inde, la discipline connaît un âge d'or entre le XVe et le XVIIe siècle. À cette période, le kalaripayatt est un pilier institutionnel de la société kéralaise. Les Guerriers Nayars ou "Nairs" sont les garants de l'ordre social. La côte de Malabar est alors le lieu de nombreux échanges commerciaux avec l'extrême orient et l'occident. Il est rapporté dans des écrits de voyageurs portugais que les côtes du Malabar sont alors les plus sûres du monde. L'ordre règne dans la vie quotidienne et les conflits entre royaumes voisins se règlent en combat individuel et à mort entre les meilleurs guerriers.
À la fin du XVIIe siècle, la couronne anglaise prend le pouvoir sur la région. Elle interdit la pratique du kalarippayatt, perquisitionne et détruit les armes... Les Maîtres sont mis sous haute surveillance... Certains cependant, continueront à enseigner clandestinement; ce qui permet au kalarippayatt de survivre jusqu'en 1947, date de l'indépendance reconquise.
Le Kalarippayattu s'est répandue en Europe grâce aux efforts de Anil Machado et en Amérique par Shiva Rhea. Ils sont les principaux maîtres d'Europe et d'Amérique.

## La pratique du kalarippayatt
Le kalarippayatt se pratique généralement dans le kalari, une salle de 14 m sur 7, parfois sous terre. Il se caractérise par des positions très basses portant des noms d'animaux ainsi que par de nombreux sauts très hauts. Le kalarippayatt connaît deux styles, le style thekkan (ou « style du sud ») et le vadakkan (ou « style du Nord »), il y existe aussi le "Hanuman kalari" (peu connu). Dans les deux premiers styles, une dizaine d'armes sont encore enseignées parmi les dix-huit armes qui étaient étudiées autrefois. Dans la tradition locale, il fallait plusieurs années pour maîtriser une seule arme.

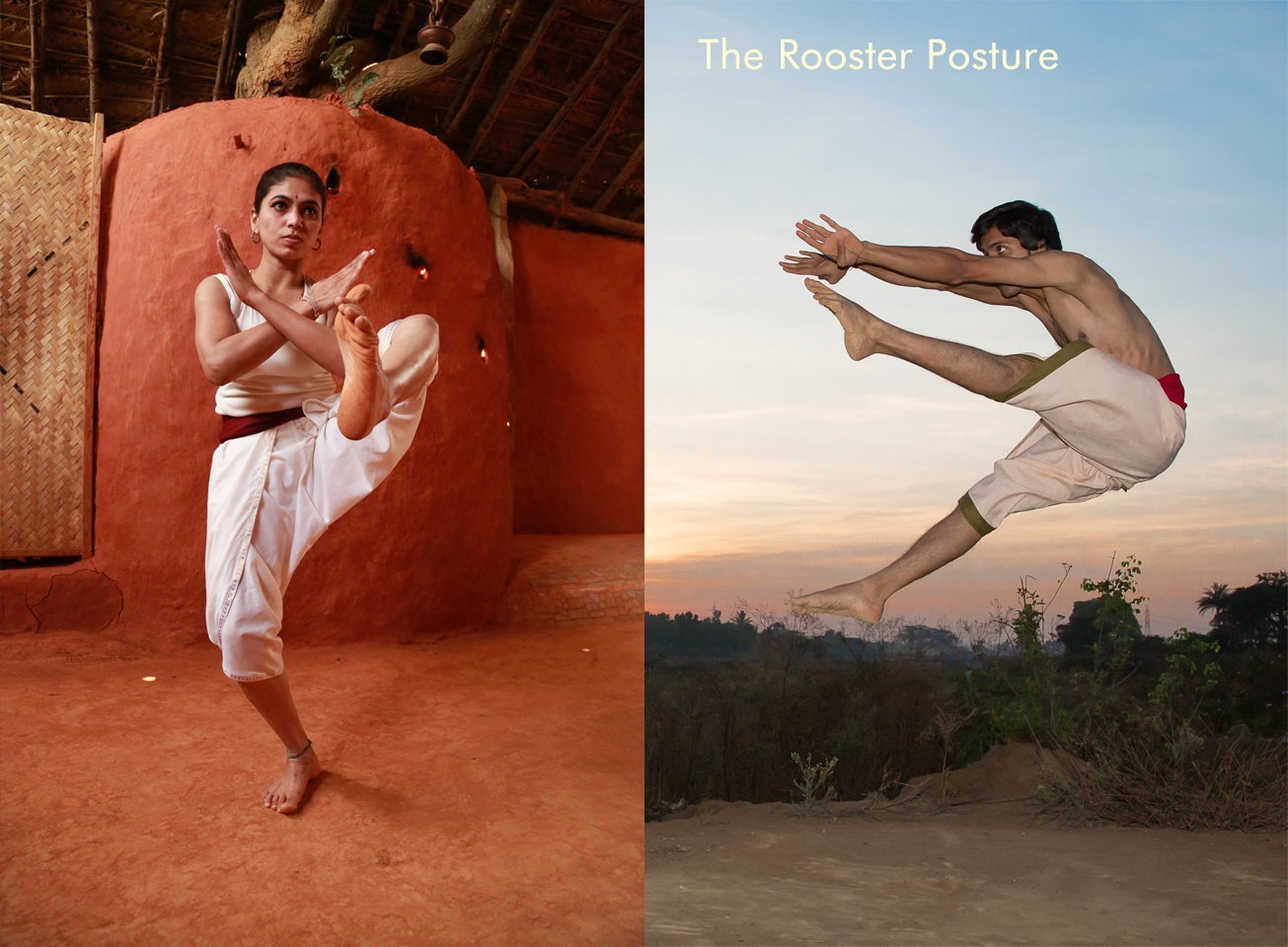
Posture du coq

On compte, dans la pratique du kalarippayatt, quatre niveaux :
- meythari :

la pratique d'exercices pour maîtriser l'équilibre tant au niveau du sol que durant les sauts, la concentration durant le combat, le développement de la souplesse et de la force.
- kolthari :

la pratique des armes en bois qui sont de plus en plus courtes à mesure des progrès de l'élève. Le Kettukari ou Vaddi (bâton à 5 pieds de longueur), le Muchan (bâton à 2 pieds de longueur dont l'épaisseur d'une extrémité est d'environ 3 cm de diamètre et de l'autre d'environ 1,5 cm de diamètre), le Otta (bâton incurvé d'une longueur de moins de 60 cm. Cette étape est considérée comme la grammaire du kalaripayatt. Cette arme est la plus dangereuse et prestigieuse du kalaripayatt car les points d'attaques sont uniquement les points vitaux de l'adversaire, le Gadai (massue de Hanuman), le Marma Vadi, etc.
- ankathari :

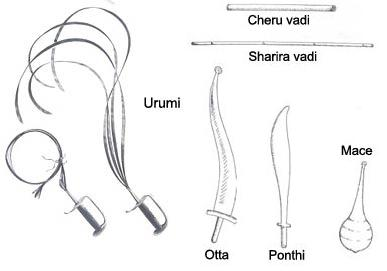
Armes en métal

la pratique en utilisant des armes en métal, tout d'abord en luttant contre la même arme, puis contre une arme différente. On commence par le daga ou Kadari (poignard curvé par détail à deux tranchants), le Vaal-Keddayam (épée à deux tranchants et bouclier), le Khathi (poignard), le Ouroumi (épée flexible à deux tranchants), arme extrêmement dangereuse, pouvant même être fatale au pratiquant dans un instant d'inattention, et enfin la lance à deux tranchants.
- verumkai :

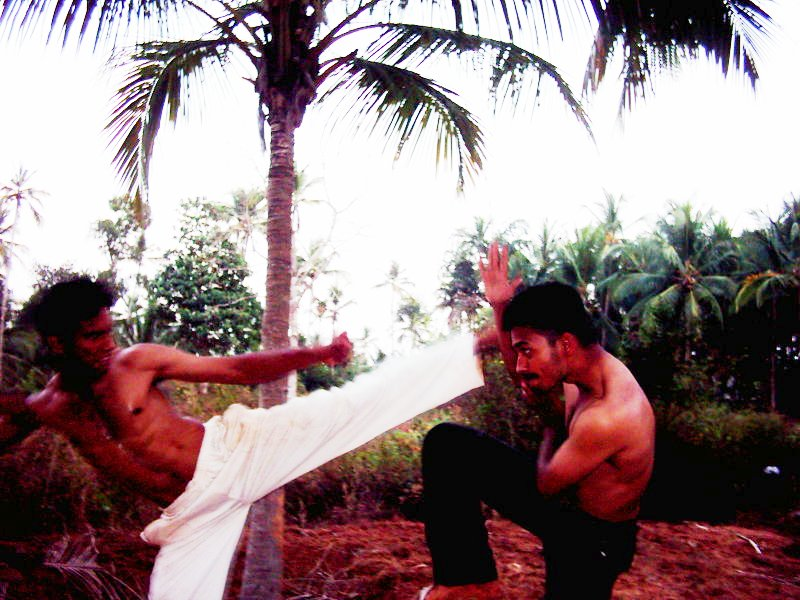
Combat à mains nues

la pratique de l'auto-défense à mains nues, la connaissance des points vitaux et aussi des petites armes contre les grandes.
Les pratiquants plus anciens connaissent donc un ensemble de points vitaux qu'ils peuvent utiliser pour nuire à leur adversaire mais aussi pour soigner. Ainsi, les maîtres de kalarippayatt sont généralement aussi médecins ayurvédiques, des thérapeutes qui mettent à profit leurs connaissances pour soigner leurs patients.

## Les points vitaux
Les points vitaux des arts martiaux dravidiens utilisé en combat sont les zones du corps bien connues dans tous les arts martiaux comme la nuque, la pomme d'adam, les tempes, certaines vertèbres, le sternum, l'estomac, la base du nez, les articulations, etc.